# 林肯汽車

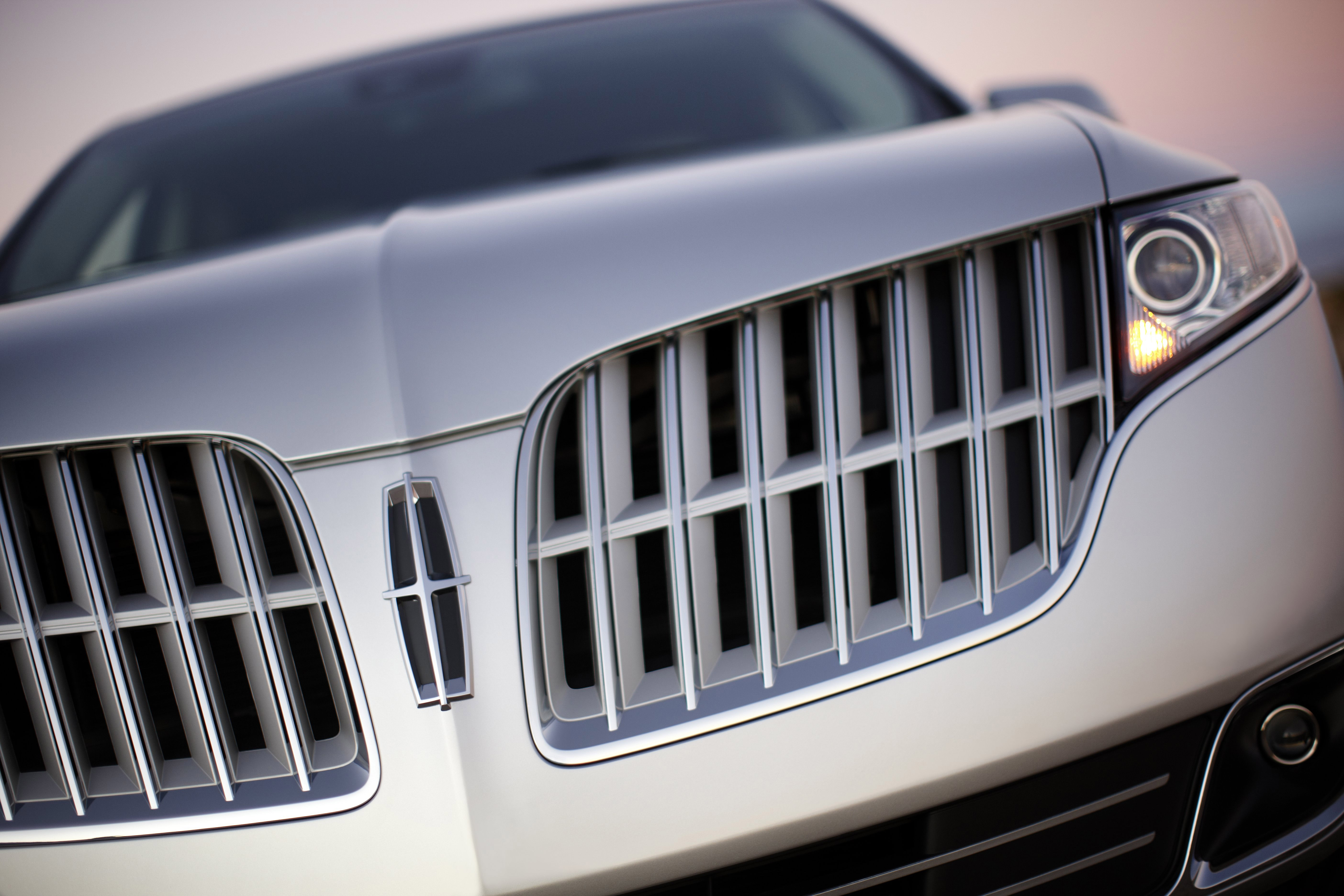
2010年版林肯休旅车

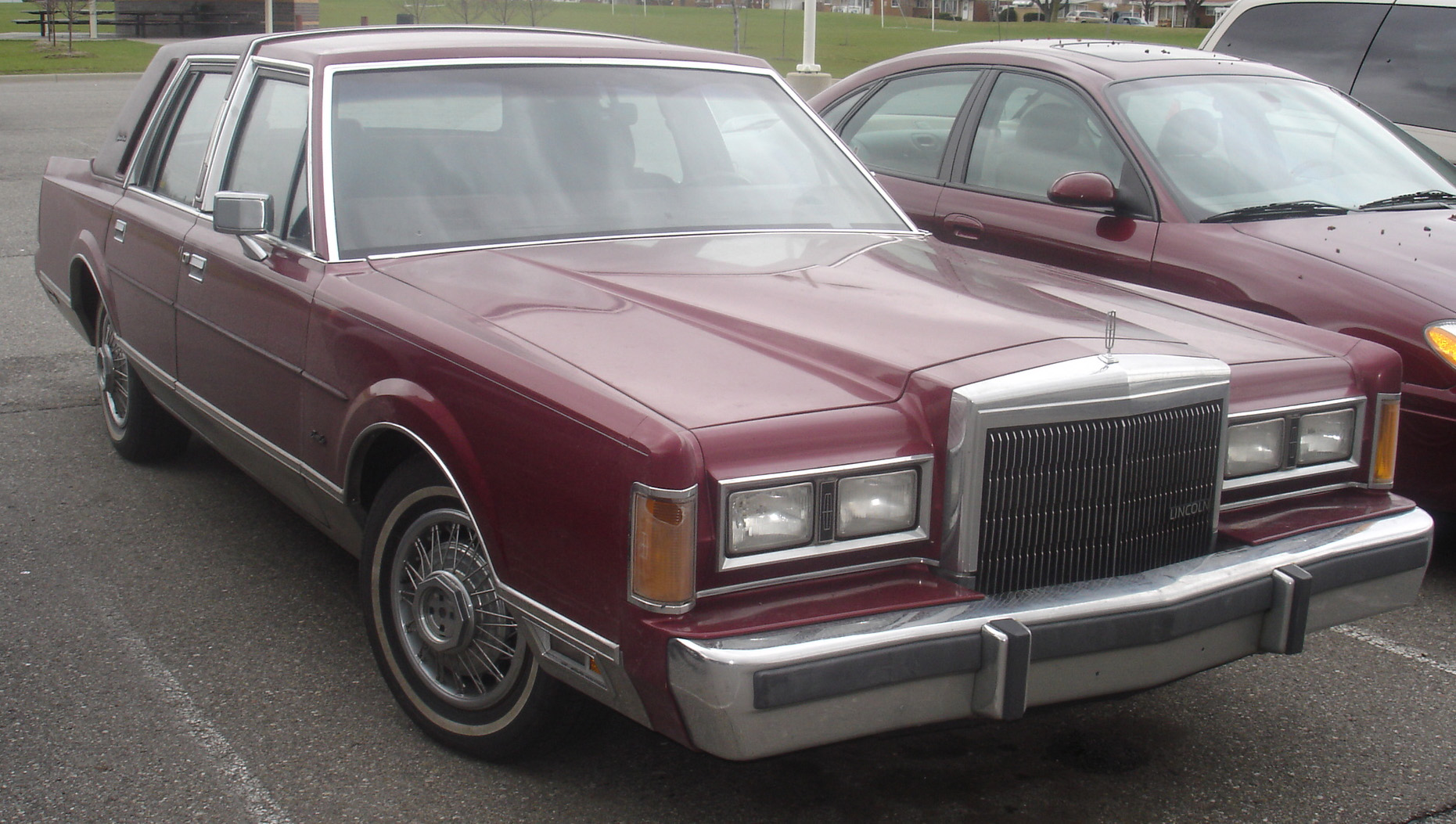
1989年版林肯休旅车

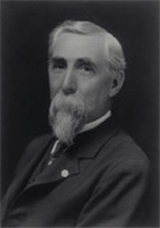
亨利·M·利蘭

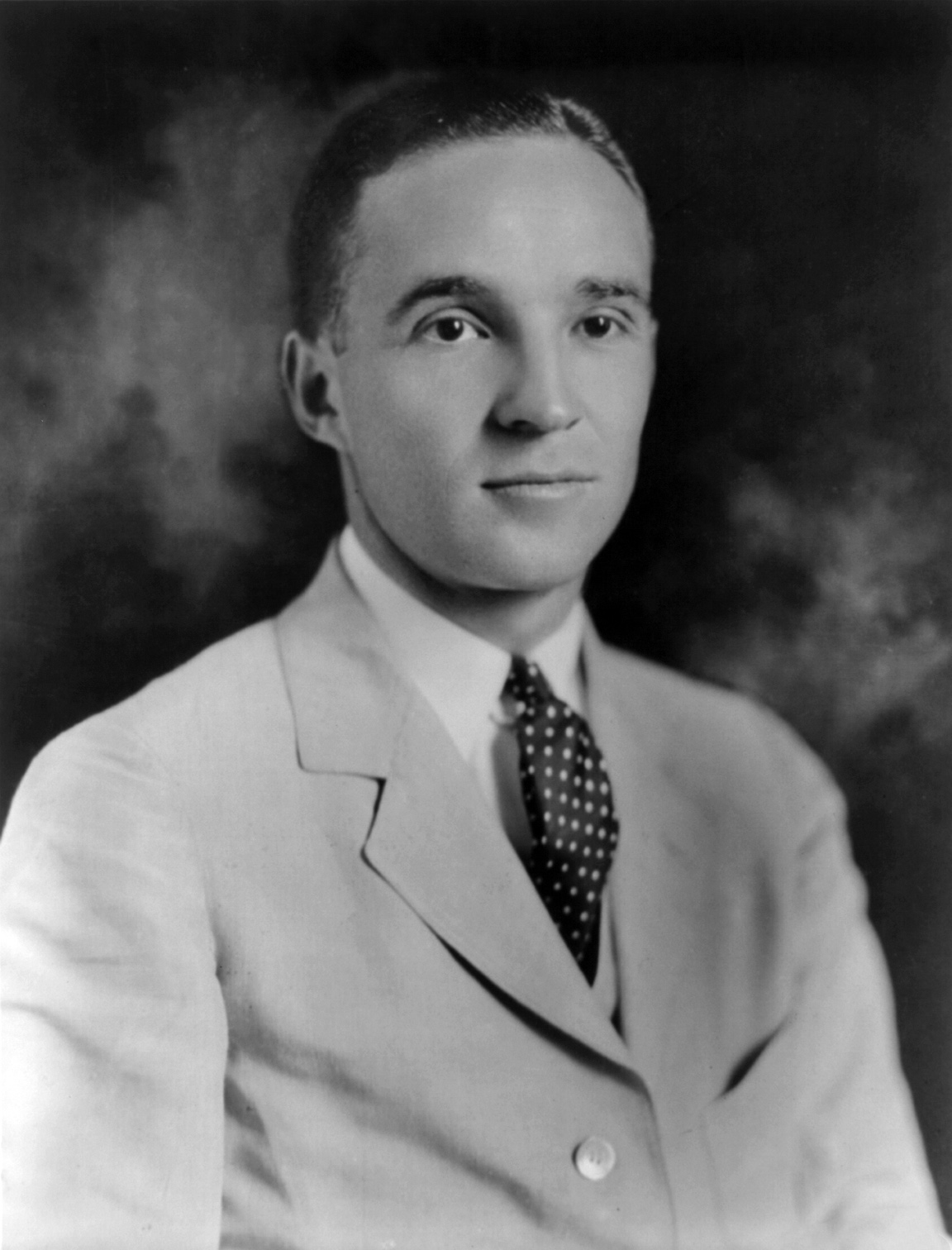
埃德塞爾·福特

林肯汽車（Lincoln）是福特汽車旗下的豪華汽車品牌，以寬底盤和諸多豪華內裝和加長版聞名於世。1917年由亨利·M·利蘭（Henry Martyn Leland）創立，1922年後被福特汽車收購。其品牌名稱是以美國總統亞伯拉罕·林肯的名字命名。自1939年到1993年，林肯汽車一直被白宮選為總統專車。它最出名的一款車是肯尼迪總統乘用的檢閱車。

## 歷史
亨利·利蘭先生於1917年創立的林肯是福特汽車公司擁有的除"福特"本身外的第二品牌，利蘭是林肯總統的支持者。1914年利蘭開發出第一臺大量生產的美國V8發動機。利蘭組織起凱迪拉克公司最出色的工程師成立了一家生產飛機發動機的新公司，他就以林肯來命名這家新公司。汽車的汽缸由福特公司提供，以滿足戰後大量的政府訂單。:4:163–164
這時利蘭又把注意力轉向汽車，利蘭相信夾角為60度的V8發動機比凱迪拉克公司生產的夾角為80度的發動機運轉更為平穩。事實證明利蘭是對的，人們對60千瓦113公里時速的林肯L型大為贊賞。它是第一輛以總統的名字命名、為總統生產的汽車。誰知天不如人願，林肯L型車竟成了戰後經濟衰退的受害者，銷量狂跌近半，林肯公司因股東抽走資金和稅務法律糾紛陷入困境。
絕望的利蘭唯有找亨利·福特求救。福特一開始對林肯不感興趣，但他的兒子埃德塞尔·福特說服了他父親在1922年以800萬美元收購了林肯公司成立了林肯部，生產"林肯"牌高級華貴轎車。開始是由利蘭父子留任總裁及副總裁，但不久利蘭父子就和老福特發生爭執，福特不客氣地炒了利蘭父子魷魚。老利蘭憤憤不平，畢其餘生不斷地在報紙和法庭上和福特爭吵不休，直至他於1932年逝世。福特雖則在經營上與利蘭反目，但林肯車卻秉承了精湛製作的傳統。在其後的70多年林肯不斷創新，一直是豪華車家族中的佼佼者，1936年的林肯Zephyr是第一款合乎空氣力學又銷售成功的汽車，並影響了後來汽車的設計，1987年的林肯Continental是最早有電子自動調整半主動懸吊的豪華汽車。以美國總統姓名命名的車也成了名副其實的總統座車。通用汽車旗下的凱迪拉克在1983、1993、2001、2004、2008年供應美國總統座車，但林肯汽車提供美國總統座車的時間依然較長。林肯Town Car車款至今是唯一保有後輪驅動大樑式底盤的美國傳統風格大型豪華轎車。

## 水星時代
水星（Mercury）生產線是1935年應亨利·福特之子埃茲爾·福特提議而建立的一條中檔車生產線，1938年10月，水星產品正式推出。當時的水星轎車配備強勁的95匹馬力、V8發動機極受廣大用戶歡迎一年之內就占領了美國2.19%轎車市場份額。1941－1945年由於第二次世界大戰影響水星生產線被迫中斷生產。1945年10月福特汽車成立林肯水星部，由本森·福特（亨利·福特二世的胞弟）掌管。水星品牌的著名產品主要有：
- 卡普里(Capri)
- 美洲獅(Cougar)
- 追蹤者(Tracer)
- 大黑貂  (Sable)
- 村民(Villager)
- 登山者(Mountainer)
- 環宇 (Mystique)
- 大公爵(Grand Marquis)

1949年，林肯部和水星部合併為一個部。該部生產的“林肯大陸”牌轎車，一直是美國總統的座車。

## 中国大陆市场
2014年林肯正式进入中国大陆市场，后与长安合资进行国产化。
2020年3月29日，长安林肯在中国的首款国产车型「冒险家」在重庆长安福特工厂下线。